# Wolfskofen

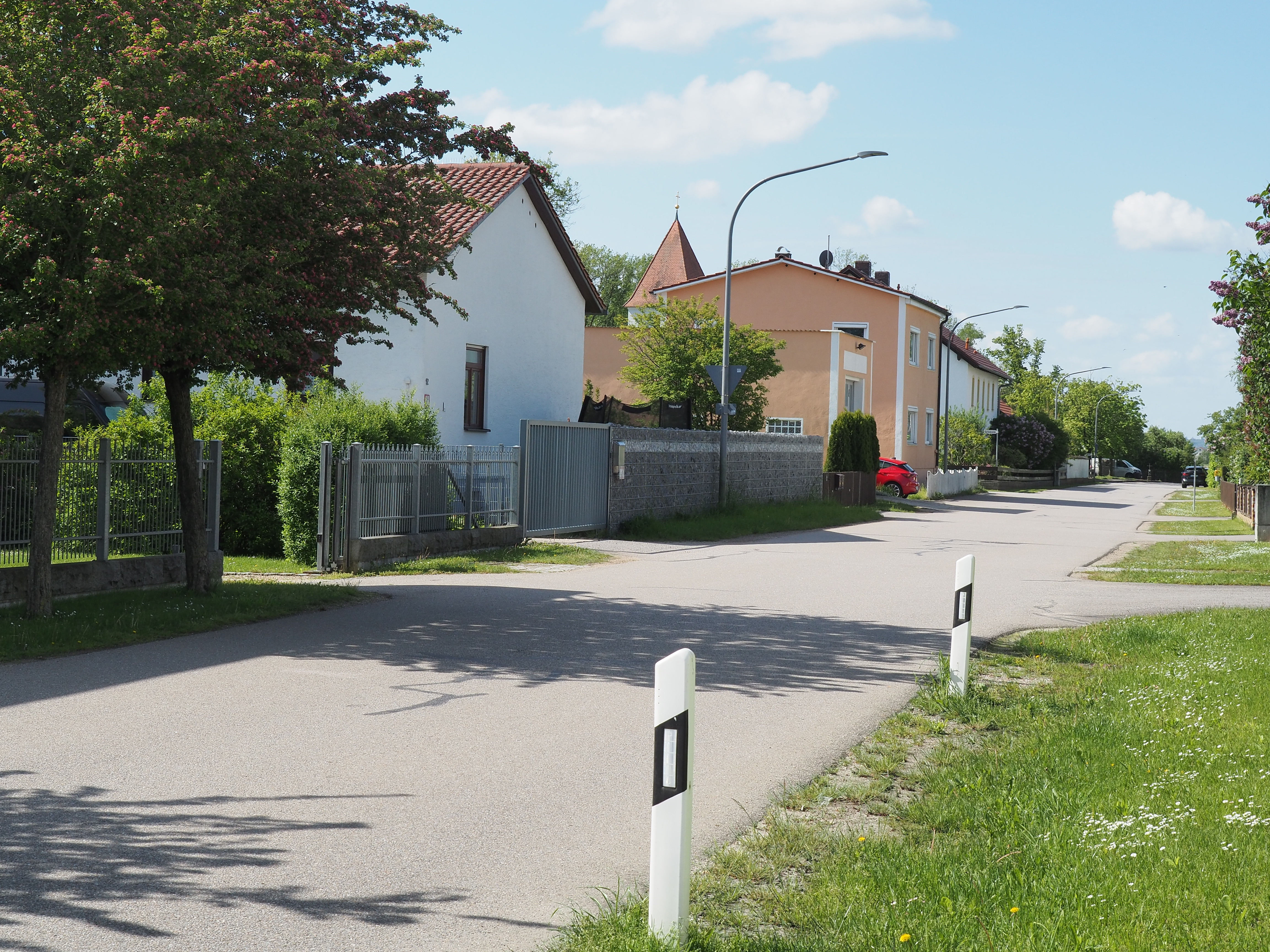
Ortsansicht, Pappenberger Straße

Wolfskofen ist ein Ortsteil der Gemeinde Mintraching im bayerischen Landkreis Regensburg. 

## Geschichte
Bis 1978 war Wolfskofen ein Teil der Gemeinde Rosenhof, die mit Ausnahme des Weilers Lerchenfeld, der zur Stadt Neutraubling kam, am 1. Mai 1978 in die Gemeinde Mintraching eingegliedert wurde.
Das Pfarrdorf war ehemals Fürstlich-Thurn und Taxisches Gut. Im Jahr 1936 wurde es durch die Reichsumsiedlungsgesellschaft RUGES erworben und an 25 Familien vergeben, welche vorher in der damaligen Gemeinde Pappenberg auf dem jetzigen Gelände des Truppenübungsplatzes Grafenwöhr gewohnt hatten.
Die denkmalgeschützte Kirche Mariä Himmelfahrt mit aus Pappenberg übernommener Ausstattung ist wohl der einzige katholische Kirchenbau, der von der nationalsozialistischen Reichsregierung bezahlt worden ist.
Zur Volkszählung 1925, während der Gutszeit, war Wolfskofen noch als Weiler mit 93 Einwohnern in fünf Wohngebäuden nachgewiesen.
Zur ersten detaillierten Nachkriegsvolkszählung 1952 ist Wolfskofen als Pfarrdorf mit 73 Einwohnern in elf Wohngebäuden gelistet.
Wolfskofen hat 200 Einwohner, 192 davon mit Hauptwohnsitz (Stand: 31. Dezember 2021).